# Bolivar (Nova York)
Bolivar és una població dels Estats Units a l'estat de Nova York. Segons el cens del 2000 tenia 1.173 habitants.

## Demografia
Segons el cens del 2000, Bolivar tenia 1.173 habitants, 451 habitatges, i 294 famílies. La densitat de població era de 603,9 habitants/km².
Dels 451 habitatges en un 36,4% hi vivien nens de menys de 18 anys, en un 43,5% hi vivien parelles casades, en un 15,5% dones solteres, i en un 34,8% no eren unitats familiars. En el 30,2% dels habitatges hi vivien persones soles el 16% de les quals corresponia a persones de 65 anys o més que vivien soles. El nombre mitjà de persones vivint en cada habitatge era de 2,6 i el nombre mitjà de persones que vivien en cada família era de 3,27.
Per edats la població es repartia de la següent manera: un 31,2% tenia menys de 18 anys, un 10% entre 18 i 24, un 25,9% entre 25 i 44, un 19% de 45 a 60 i un 13,9% 65 anys o més.
L'edat mediana era de 34 anys. Per cada 100 dones de 18 o més anys hi havia 92,1 homes.
La renda mediana per habitatge era de 29.286 $ i la renda mediana per família de 36.442 $. Els homes tenien una renda mediana de 32.019 $ mentre que les dones 20.735 $. La renda per capita de la població era de 12.804 $. Entorn del 18,2% de les famílies i el 20% de la població estaven per davall del llindar de pobresa.